# Mali blues
 Mali blues  is een boek uit 1996 van de Vlaamse schrijfster Lieve Joris.  Startend in Dakar op 16 juni 1993 beschrijft ze in vier hoofdstukken haar reis van Senegal via Mauritanië naar Mali. 

## Inhoud
Lieve Joris schrijft haar belevenissen op terwijl ze optrekt met en logeert bij nationale  beroemdheden. Het is 1993 en elke plaats heeft in principe alleen een telefoon in het plaatselijke postkantoor. De drie landen hebben door de Franse koloniale overheersing nog steeds het Frans als officiële taal en Mali en Senegal delen met 11 andere landen de CFR. 
De beroemdheden zijn:
- Senegal: Youssou N’Dour. Senegalees zanger en later politicus.
- Mauritanië: Sass, een aristocraat van oude Moorse adel.
- Mali: Abderrahmane Sissako, een Malinese filmmaker.
- Mali: Boubacar Traoré, een Malinees zanger, die reeds in de jaren 60 furore maakte.

De auteur beschrijft het bijzonder grote gebied in West-Afrika als gold het een streekroman en het is verrassend hoe haar opgebouwde contacten in elkaar grijpen. De drie beschreven landen kennen hun eigen binnenlandse rassen tegenstellingen en bleken ook in staat met elkaar kortdurende oorlogen te voeren. Dit hoewel de inwoners vaak over de landgrenzen heen trouwen en migreren.
Boubacar Traoré probeert Lieve Joris in te wijden in de wereld van de maraboets en de  djinns. Stukje bij beetje vertelt hij haar al reizend zijn verhaal van het overlijden van zijn echtgenote Pierrette, die door haar schoonzus Mamou en zijn eigen moeder was bewerkt en zo haar dood werd ingejaagd. Hij stelt dat zijn eigen familie lachte bij haar dood. Hun probleem was opgelost Het past in zijn beeld van Afrika:
“De jaloezie van Afrikanen is iets verschrikkelijks”